# Pokrajina Ravena
Pokrajina Ravena (v italijanskem izvirniku Provincia di Ravenna [provìnča di ravèna]) je ena od devetih pokrajin, ki sestavljajo italijansko deželo Emilija - Romanja. Meji na severu s pokrajino Ferrara, na vzhodu z Jadranskim morjem, na jugu z deželo Toskana in na zahodu s pokrajino Bologna.

## Večje občine
Glavno mesto je Ravenna, ostale večje občine so (podatki 31.05.2007):
| Občina         | Prebivalcev |
| -------------- | ----------- |
| Ravena         | 151.997     |
| Faenza         | 55.708      |
| Lugo (Italija) | 32.032      |
| Cervia         | 27.649      |
| Bagnacavallo   | 16.240      |

## Naravne zanimivosti
Pokrajina, ki sega od obale proti notranjosti Apeninskega polotoka, se je v teku stoletij stalno spreminjala. To je treba pripisati raznim postopnim izsuševanjem nekdanje ogromne lagune, ki je obsegala tudi Gradeško, Maransko in Beneško laguno ter Valli di Comacchio. Stoletno izsuševanje tal in urejanje vodnih tokov je zapustilo v pokrajini nekatera večja mokrišča, ki so danes zaščitena zaradi prisotnosti raznih bioloških vrst. Po mnenju izvedencev naj bi bilo današnje stanje tal v delti reke Pad optimalno: odslej naj bi se bonifikacije omejevale na obdobne posege vzdrževanja in na tehnološke inovacije.
Seznam zaščitenih področij v pokrajini:
- Krajinski park ustja reke Pad (Parco regionale Delta del Po)
- Naravni rezervat obalna sipina ravannate in rokavi hudournika Bevano (Riserva naturale Duna costiera ravennate e foce torrente Bevano)
- Naravni rezervat rokavi reke Reno (Riserva naturale Foce Fiume Reno)
- Naravni rezervat Porto Corsini (Riserva naturale Duna costiera di Porto Corsini)
- Naravni rezervat Sacca di Bellocchio (Riserva naturale Sacca di Bellocchio)
- Naravni rezervat Pineta di Ravenna (Riserva naturale Pineta di Ravenna)
- Naravni rezervat Pad pri Volano (Riserva naturale Po di Volano)
- Naravni rezervat desni rokav reke Reno (Riserva naturale Destra foce Fiume Reno)
- Naravni rezervat Alfonsine (Riserva naturale speciale di Alfonsine)
- nravni rezervat soline Cervia (Riserva naturale Salina di Cervia)

## Zgodovinske zanimivosti
Ravena je bila v času Rimljanov manjše mesto, zgrajeno na mostiščih, podobno kot Benetke stoletja pozneje. Cesar Oktavijan je v tem videl strateško prednost, zato je dal tu zgraditi veliko pristanišče za vojno ladjevje. Skozi notranje lagune je dal zgraditi plovni kanal, ki je povezoval Beneško laguno in Oglej z odprtim morjem južno od Ravenne. Vsa obala tega kanala, 22 kilometrov, je bila zasedena z ladjedelnicami in skladišči. Ravenska mornarica (Classis Ravennatis) je štela okoli 10.000 mož. Ni znano, koliko ladij je spadalo v to enoto; iz nagrobnih spomenikov v bližini so bila razbrana imena vsaj 46 plovil.